# Murcia-Rundfahrt 2007
Die 27. Murcia-Rundfahrt fand vom 7. bis 11. März 2007 statt. Das Radrennen sollte in fünf Etappen über eine Distanz von 663,61 Kilometern ausgetragen. Nach der kompletten Absage der zweiten Etappe verkürzte sich die Gesamtdistanz auf 486,41 Kilometer. Es gehört zur UCI Europe Tour 2007, Kategorie 2.1. Ursprünglich sollte das Rennen wegen Mangel an Sponsorengeldern abgesagt werden, kurzfristig übernahm die Region Murcia jedoch die restlichen Kosten.
Die zweite Etappe wurde aufgrund eines Sturmes mit Windgeschwindigkeiten von bis zu 130 km/h nicht ausgetragen. Nachdem zuvor über eine Verkürzung der Etappe nachgedacht worden war, wurden diese Pläne verworfen und die Fahrer legten lediglich die letzten zehn Kilometer der Etappe zurück, um die Zuschauer im Zielort nicht zu enttäuschen. Auch auf der ersten Etappe waren die Fahrer bereits durch heftige Winde behindert worden, so dass sie auf der flachen Etappe nur eine Durchschnittsgeschwindigkeit von 36,798 km/h fuhren.
Die Preisgelder der zweiten Etappe wurden den Hinterbliebenen des im November 2006 tödlich verunglückten Isaac Gálvez gespendet.

## Teilnehmende Teams
| UCI ProTeams - Saunier Duval-Prodir - Caisse d’Epargne - Euskaltel-Euskadi - Rabobank - Unibet.com - Team Astana - Team CSC - Lampre-Fondital | Professional Continental Teams - Relax-GAM Fuenlabrada - Karpin Galicia - Fuerteventura-Canarias - Andalucia-Cajasur - Acqua e Sapone Continental Team - Grupo Nicolas Mateos |

## Etappen
| Etappe    | Tag      | Start – Ziel                                   | km          | Etappensieger                | Führender                    |
| --------- | -------- | ---------------------------------------------- | ----------- | ---------------------------- | ---------------------------- |
| 1. Etappe | 7. März  | San Pedro del Pinatar – Las Torres de Cotillas | 166,1       | José Joaquín Rojas Gil       | José Joaquín Rojas Gil       |
| 2. Etappe | 8. März  | Totana – Fortuna                               | 177,2       | abgesagt wegen eines Sturmes | abgesagt wegen eines Sturmes |
| 3. Etappe | 9. März  | Puerto Lumbreras – San Pedro del Pinatar       | 146         | Graeme Brown                 | Baden Cooke                  |
| 4. Etappe | 10. März | Alhama de Murcia – Aledo                       | 23,31 (EZF) | Alejandro Valverde           | Alejandro Valverde           |
| 5. Etappe | 11. März | Ceutí – Murcia                                 | 151         | Danilo Napolitano            | Alejandro Valverde           |